# Osiek (powiat strzelecko-drezdenecki)
Osiek – wieś w Polsce położona w województwie lubuskim, w powiecie strzelecko-drezdeneckim, w gminie Dobiegniew.
W latach 1975–1998 miejscowość należała administracyjnie do województwa gorzowskiego.

## Zabytki
Do wojewódzkiego rejestru zabytków wpisane są:
- zespół pałacowy, z połowy XIX wieku: 
  - pałac
  - biurowiec
  - park
  - 3 cmentarze powojenne.